# Amycinae
Amycinae (лат.) — подсемейство пауков из семейства пауков-скакунов.

## Классификация
- Amycini
  - Acragas Simon, 1900 — от Центральной до Южной Америки (20 видов)
  - Albionella Chickering, 1946 — Французская Гвиана, Панама (3 вида)
  - Amycus C. L. Koch, 1846 — от Мексики до Южной Америка (14 видов)
  - Arnoliseus Braul, 2002 — Бразилия (2 вида)
  - Encolpius Simon, 1900 — Южная Америка (3 вида)
  - Frespera Braul & Lise, 2002 — Венесуэла (2 вида)
  - Hypaeus Simon, 1900 — от Центральной до Южной Америки (19 видов)
  - Idastrandia Strand, 1929 — Сингапур (1 вид)
  - Letoia Simon, 1900 — Венесуэла (1 вид)
  - Mago O. P.-Cambridge, 1882 — Южная Америка, Шри-Ланка (12 видов)
  - Noegus Simon, 1900 — от Центральной до Южной Америки (21 вид)
  - Vinnius Simon, 1902 — Бразилия, Аргентина (4 вида)
  - Wallaba Mello-Leitão, 1940 — Западная Индия, Гвиана (3 вида)

- Astiini
  - Adoxotoma Simon, 1909 — Австралия, Новая Зеландия (6 видов)
  - Anaurus Simon, 1900 — Бразилия (1 вид)
  - Arasia Simon, 1901 — Австралия, Новая Гвинея (3 вида)
  - Aruana Strand, 1911 — Новая Гвинея, острова Ару (Индонезия) (2 species)
  - Astia L. Koch, 1879 — Австралия (3 вида)
  - Helpis Simon, 1901 — Австралия, Новая Гвинея (8 видов)
  - Jacksonoides Wanless, 1988 — Австралия (7 видов)
  - Megaloastia Zabka, 1995 — Австралия (1 вид)
  - Orthrus Simon, 1900 — Филиппины, остров Борнео (4 вида)
  - Sondra Wanless, 1988 — Австралия (15 видов)
  - Tara Peckham & Peckham, 1886 — Австралия, остров Лорд-Хау (3 вида)
  - Tauala Wanless, 1988 — Австралия, Тайвань (8 видов)

- Huriini
  - Admesturius Galiano, 1988 — Чили, Аргентина (2 вида)
  - Atelurius Simon, 1901 — Венесуэла, Бразилия (1 вид)
  - Hisukattus Galiano, 1987 — Бразилия, Аргентина, Парагвай (4 вида)
  - Hurius Simon, 1901 — Южная Америка (4 вида)
  - Maenola Simon, 1900 — Южная Америка (3 вида)
  - Scoturius Simon, 1901 — Парагвай, Аргентина (1 вид)
  - Simonurius Galiano, 1988 — Аргентина, Венесуэла (4 вида)

- Hyetusini
  - Agelista Simon, 1900 — Южная Америка (1 вид)
  - Arachnomura Mello-Leitão, 1917 — Аргентина, Бразилия (2 вида)
  - Atomosphyrus Simon, 1902 — Аргентина, Чили (2 вида)
  - Bredana Gertsch, 1936 — США (2 вида)
  - Hyetussa Simon, 1902 — Южная Америка (6 видов)
  - Tanybelus Simon, 1902 — Венесуэла (1 вид)
  - Titanattus Peckham & Peckham, 1885 — от Центральной до Южной Америки (7 видов)

- Scopocirini
  - Cylistella Simon, 1901 — от Центральной до Южной Америки (7 видов)
  - Cyllodania Simon, 1902 — от Центральной до Южной Америки (2 вида)
  - Gypogyna Simon, 1900 — Парагвай, Аргентина (1 вид)
  - Scopocira Simon, 1900 — от Панамы до Южной Америки (9 видов)
  - Toloella Chickering, 1946 — Панама (1 вид)

- Sitticini
  - Aillutticus Galiano, 1987 — Аргентина, Бразилия (8 видов)
  - Attulus Simon, 1889 — Европа (1 вид)
  - Jollas Simon, 1901 — от Центральной до Южной Америки, Пакистан (10 видов)
  - Pseudattulus Caporiacco, 1947 — Венесуэла, Гвиана (3 вида)
  - Semiopyla Simon, 1901 — от Мексики до Аргентины (3 вида)
  - Sitticus Simon, 1901 — Евразия, Африка, вся Америка, Галапагосские острова (84 вида)
  - Yllenus Simon, 1868 — Евразия, Северная Африка (68 видов)

- Thiodinini
  - Banksetosa Chickering, 1946 — Панама (2 вида)
  - Carabella Chickering, 1946 — Панама (2 вида)
  - Ceriomura Simon, 1901 — Бразилия, Перк (2 вида)
  - Cotinusa Simon, 1900 — от Мексики до Южной Америка (27 видов)
  - Monaga Chickering, 1946 — Панама (1 вид)
  - Parathiodina Bryant, 1943 — остров Гаити (1 вид)
  - Thiodina Simon, 1900 — от США до Южной Америки (20 видов)